# Samuel von Waldeck
Samuel von Waldeck (* 2. Mai 1528 auf Schloss Waldeck; † 6. Januar 1570 auf Schloss Friedrichstein in Altwildungen) war der zweite Sohn des Grafen Philipp IV. von Waldeck-Wildungen (1493–1574) und dessen erster Frau, Margarethe von Ostfriesland (1500–15. Juli 1537). Damit entstammt er dem Haus Waldeck.

## Leben
Samuel studierte 1544–1545 in Marburg.  1546/47 nahm er auf der protestantischen Seite am Schmalkaldischen Krieg teil und wurde am 24. April 1547 in der entscheidenden Schlacht bei Mühlberg schwer verwundet und gefangen.
Nach seiner Heirat am 8. Oktober 1554 in Waldeck mit Anna-Maria von Schwarzburg-Blankenburg (* 7. Dezember 1538, † 11. August 1583) überließ ihm sein Vater das Amt Wildungen und er nahm seinen Sitz auf Schloss Friedrichstein in Alt-Wildungen.  Von dort regierte er sein Paragium bis zu seinem Tod.  Da er bereits vor seinem Vater starb, folgte sein jüngerer Bruder Daniel dem Vater als Graf von Waldeck-Wildungen.
Am 4. April 1567 waren er und sein Bruder Daniel unter den Sargträgern bei der Beerdigung des Landgrafen Philipp I. von Hessen.

## Bergfreiheit und Schneewittchen
1559 erhielt Samuel alle in seiner Teilgrafschaft gelegenen Bergwerke und Salzbrunnen von Kaiser Ferdinand I. als Lehen.  Am 14. September 1561 erließ er ein Edikt über die Bergfreiheiten im Tal der Urff, wo bereits seit 1552 Kupfererz abgebaut wurde und wo daraufhin in Bergfreiheit ein bis 1590 betriebenes Kupfererzbergwerk eingerichtet wurde, dessen Hauptteilhaber er selbst bis 1570 war.  Das Dorf wirbt heute als „Schneewittchendorf im Kellerwald“.  Der hessische Lokalhistoriker Eckhard Sander führt das Grimmsche Märchen von Schneewittchen auf das Bergarbeiterdorf Bergfreiheit und die Prinzessin Margaretha, eine für ihre außergewöhnliche Schönheit bekannte Schwester des Grafen Samuel, zurück.  Der Bezug auf die sieben Zwerge wird in diesem Zusammenhang auf die Kinderarbeit im Bergwerk zurückgeführt.

## Familie
Samuels Gemahlin Anna Maria, Tochter des Grafen Heinrich XLIII. von Schwarzburg-Arnstadt-Sondershausen, starb im Schloss Höhnscheid.  Dort war sie seit dem 26. November 1576 wegen ihres unsittlichen Lebenswandels eingesperrt worden, nachdem sie sich sogar mit einem Magister Göbert Raben, genannt Kalbskopf, dem Sohn eines aus Korbach stammenden Bürgers von Marburg, verheiratet hatte.
Der Ehe entstammten folgende Kinder:
- Philipp Heinrich (* 1555, † 1556)
- Günther, Graf von Waldeck-Wildungen (* 29. Juni 1557, † 23. Mai 1585)
- Heinrich († 1559)
- Johann Günther (als Kleinkind verstorben)
- Samuel (als Kleinkind verstorben)
- Daniel (als Kleinkind verstorben)
- Margaretha (* 1564, † 1575, bei Ober-Werbe von einer Klippe gestürzt)

## Tod und Nachfolge
Samuel starb am 6. Januar 1570, noch vor seinem Vater, und wurde am 10. Januar in der Pfarrkirche in Niederwildungen bestattet.  Sein von dem Steinmetzen Georg von der Tann gearbeitetes Renaissance-Grabmal befindet sich im nördlichen Seitenschiff über dem Eingang zur Küsterei.
Ihm folgte sein Bruder Daniel († 7. Juni 1577), der nach dem Tod ihres Vaters Philipp IV. auch die Grafschaft Waldeck-Wildungen erbte.